# Наёмный труд и капитал
«Наёмный труд и капита́л» (нем. Lohnarbeit und Kapital) — работа Карла Маркса по политической экономии. Написана на основе лекций, прочитанных Марксом в декабре 1847 года в Немецком рабочем обществе в Брюсселе. Впервые опубликована в апреле 1849 года в газете Neue Rheinische Zeitung. Работа посвящена изложению исходных положений теории прибавочной стоимости Маркса. Рассматриваются заработная плата, капитал, прибыль с точки зрения политэкономии марксизма. В работе в популярной форме разъясняется, что заработная плата — денежное выражение стоимости труда рабочего, объясняются колебания заработной платы вокруг уровня издержек производства рабочей силы. Отмечается, что капитал представляет собой не сумму предметов, содержащих накопленный труд, а

буржуазное производственное отношение, производственное отношение буржуазного общества.
Решающим для возникновения капитала является не его вещественная форма, конкретные товары, из которых он образуется, а наличие общественных отношений, позволяющих путём владения вещами присваивать безвозмездно живой труд рабочих, лишённых собственности:

Только господство накопленного, прошлого, овеществлённого труда над непосредственным, живым трудом превращает накопленный труд в капитал.
Развиваются исходные положения теории прибавочной стоимости Маркса.
Маркс отмечает, что прибылью капиталиста является превышение стоимости произведенного рабочим продукта над стоимостью жизненных средств, которые он получает в виде заработной платы. Маркс подчёркивает, что относительная заработная плата, её доля в капитале, уменьшается, а прибыль, относительная доля капиталиста, растёт.

Прибыль и заработная плата по-прежнему находятся в обратном отношении друг к другу.
Подчёркивается антагонизм интересов буржуазии и пролетариата. По мере роста производительности труда пролетариат куёт

золотые цепи, на которых буржуазия тащит его за собой.
.